# برنارد جولدسميث
برنارد جولدسميث (بالإنجليزية: Bernard Goldsmith) هو سياسي أمريكي، ولد في 20 نوفمبر 1832 في ميونخ في ألمانيا، وتوفي في 22 يوليو 1901 في بورتلاند في الولايات المتحدة. حزبياً، نشط في الحزب الجمهوري.